# Ampharete macrobranchia
Ampharete macrobranchia är en ringmaskart som beskrevs av Maurice Caullery 1944. Ampharete macrobranchia ingår i släktet Ampharete och familjen Ampharetidae. Inga underarter finns listade i Catalogue of Life.